# Zeppelin (computerspel)
Zeppelin  is een computerspel dat werd ontwikkeld en uitgegeven door Synapse Software Corporation. Het spel kwam in 1983 uit voor de Atari 8 bit en een jaar later voor de Commodore 64. Het spel voor de Commodore 64 werd ontworpen door William Mataga. Het spel kan met een of twee spelers gespeeld worden. Het spel is een horizontaal scrollende Shoot 'em up. De speler vliegt door de grotten van Zarkifir. De grotten bevatten vallende rotsen en lasers die doorgaans kunnen worden uitgeschakeld door tegen de switches te schieten. Het spel kan ook met twee spelers gespeeld worden. De ene speler bestuurt dan de zeppelin, terwijl de andere de wapens bestuurt.

## Platforms
| Jaar | Platform     |
| ---- | ------------ |
| 1983 | Atari 8-bit  |
| 1984 | Commodore 64 |